# Nymphidium fulminans
Nymphidium fulminans är en fjärilsart som beskrevs av Bates 1868. Nymphidium fulminans ingår i släktet Nymphidium och familjen Riodinidae. Inga underarter finns listade i Catalogue of Life.